# Palette à dés

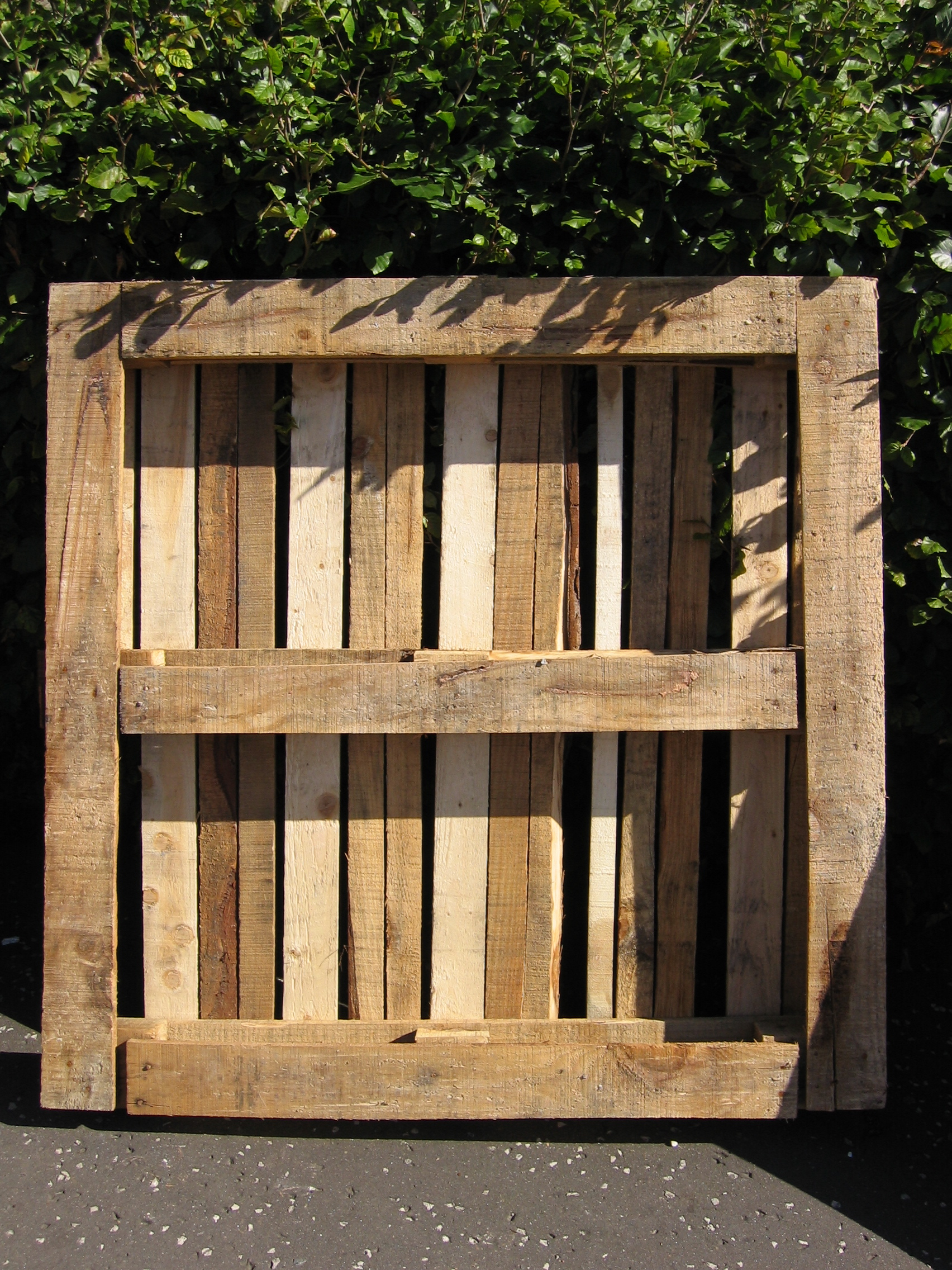
Palette à dés, vue de dessous

La palette à dés est une palette de manutention fabriquée en bois. C'est une palette à quatre entrées. 

## Constitution
Les dimensions d'une palette à dés peuvent varier de 50 cm × 80 cm pour les plus petites, à 2,40 m × 3,50 m et plus pour les plus grandes. Cette largeur maximale (2,40 m) est fixée par la dimension des plateaux des semi-remorques. Mais la dimension la plus fréquente est 80 cm × 120 cm, celle des palettes « Europe » consignées. 

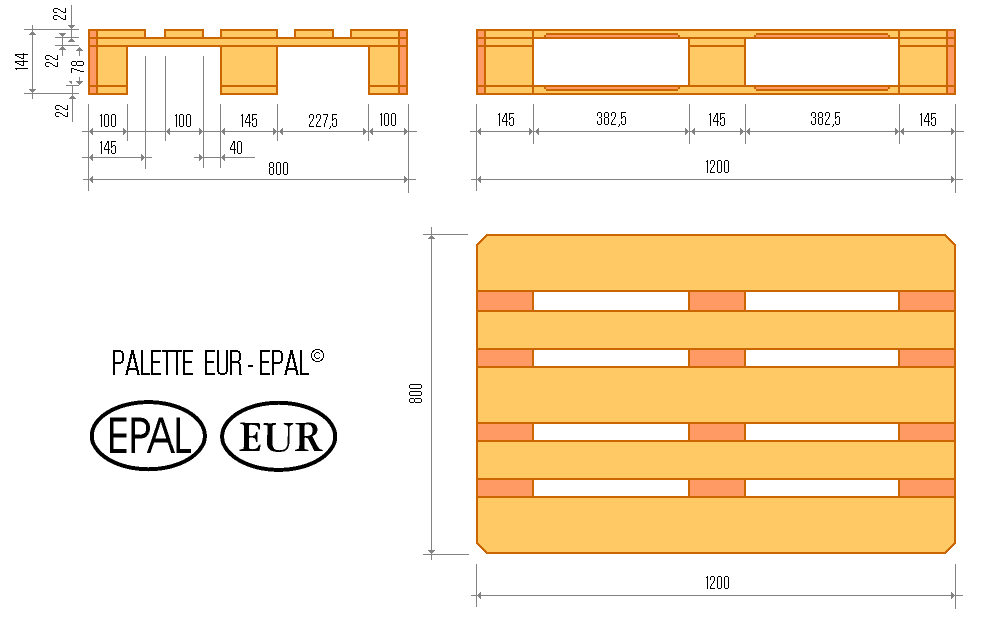
Plan d'une palette Europe

Une palette à dés est constituée comme suit : 
- le dessus ou plancher est fixé sur
- les traverses qui sont fixées sur
- les dés ou cubes de bois sur lesquels sont fixées
- les semelles simples ou avec périmètre.

## Fabrication
Elles sont en général assemblées par clouage ou agrafage.

### Fabrication manuelle

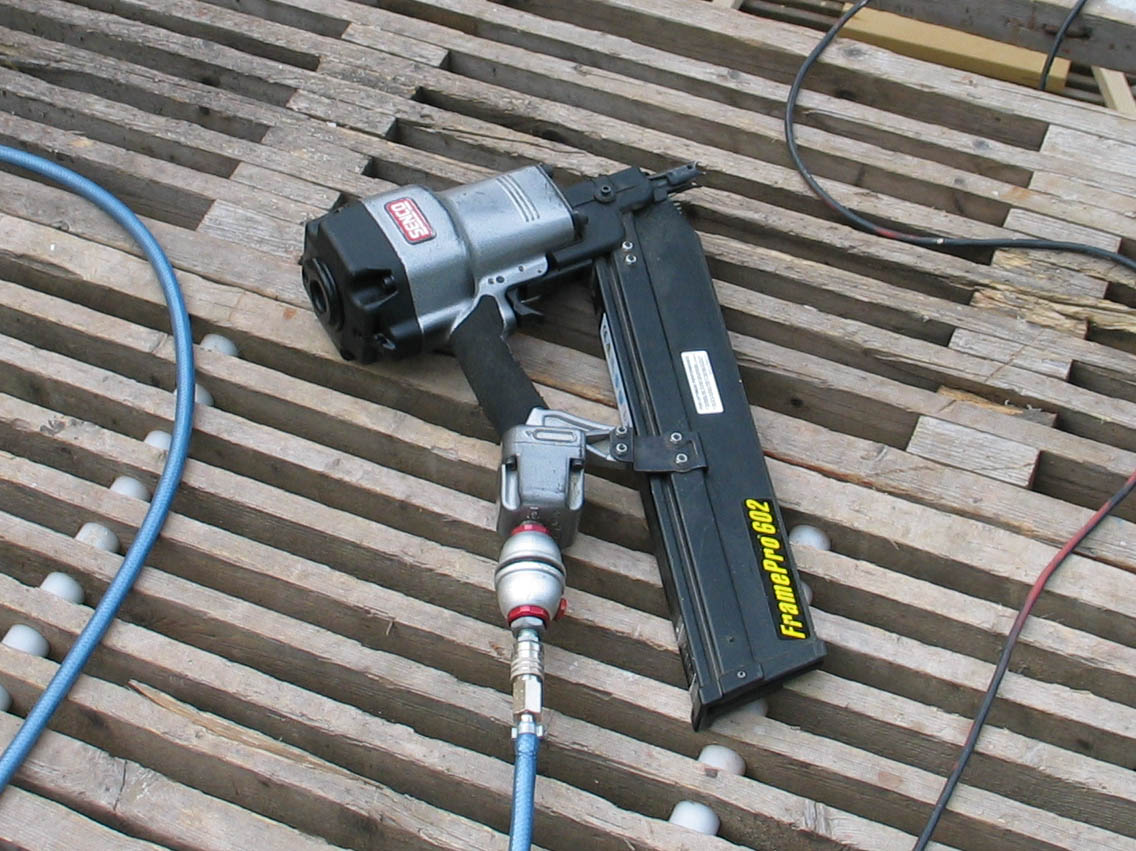
Pistolet pneumatique

Pendant qu'un ouvrier cloueur fabrique le dessus (traverses + plancher) sur une table en fer (pour riveter les pointes en dessous), un autre ouvrier prépare les semelles (dés + planche des semelles). Les planches de bois sont clouées à l'aide d'un pistolet pneumatique. Les deux parties de la palette, dessus et semelles sont ensuite assemblées et empilées pour leur livraison.

### Fabrication automatisée
La fabrication est assurée par des machines pilotées par un automate programmable.

#### Machines semi-automatiques
Dans ce cas de figure la palette est fabriquée et assemblée par plusieurs petites machines automatiques : une pour les dessus, une pour les semelles et une autre pour l'assemblage. L'ouvrier pose uniquement les planches en place sur un gabarit en fer et c'est une rampe mobile équipée de plusieurs pistolets pneumatiques et d'un détecteur optique ou autre qui effectue le clouage.

#### Lignes de clouage automatisées
Ces lignes de fabrication servent surtout pour les palettes à chevrons, mais elles peuvent aussi être utilisées pour les palettes à dés. Elle est généralement constituée comme suit :
- une chaîne qui entraîne des gabarits pré-règlés sur lesquels un ou plusieurs ouvriers posent les planches à assembler ;
- un premier poste de clouage, pour l'assemblage du dessus et des dés ;
- un retourneur ;
- une chaîne qui entraîne des gabarits pré-règlés sur lesquels un ouvrier pose les planches de semelle ;
- un second poste de clouage;
- une plate-forme de pivotement à 90°, utilisée ou non ;
- un retourneur, utilisé ou non ;
- un empileur ;
- un tapis de sortie et de stockage de 10 m de long.

## Utilisation
Les palettes à dés sont surtout destinées à faciliter la manutention de charges avec le transpalette ou le chariot élévateur, lors des opérations logistiques (chargement des camions, livraisons, déchargement) et lors des transferts dans les magasins et les dépôts. Pour cela, la hauteur minimale des semelles doit être de 10 cm.
Elles peuvent aussi servir de base pour l'assemblage d'une caisse en bois.